# Anghiari
Anghiari är en ort och kommun i provinsen Arezzo i regionen Toscana i Italien. Kommunen hade 5 501 invånare (2018).
Den 29 juni 1440 utkämpades ett slag i Anghiari mellan trupper från hertigdömet Milano och en koalition ledd av Florens med stöd av Venedig och Kyrkostaten. Enligt sägnen dog endast en soldat som ramlade av hästen, trots det fick Florens seger över Milano stor politisk betydelse. Slaget är känt från Leonardo da Vincis försvunna målning Slaget vid Anghiari. 